# Галкин, Андрей Фёдорович
Андрей Фёдорович Га́лкин — советский хозяйственный, государственный и политический деятель.

## Биография
Родился в 1928 году. Член КПСС.
С 1950 года — на хозяйственной, общественной и политической работе. В 1950—1980 гг. — начальник смены, технический руководитель, начальник карьера, технический руководитель прииска Уралалмаз, начальник обогатительной фабрики № 2 треста
«Якуталмаз», главный инженер рудника Мирный Якутской АССР, директор «ЯкутНИИпроалмаз», 1-й секретарь Мирнинского горкома КПСС, секретарь, 2-й секретарь Якутского обкома КПСС.
Лауреат Ленинской премии.
Избирался депутатом Верховного Совета РСФСР 9-го созыва.
Умер после 1995 года.